# Решетникова Ганна Софронівна
Ганна Софронівна Решетникова (нар. 17 вересня 1938, село Карячка, тепер село Мирне Кілійського району Одеської області) — українська радянська діячка, головний агроном колгоспу «Дружба» Кілійського району Одеської області. Депутат Верховної Ради СРСР 11-го скликання.

## Біографія
Народилася в селянській родині. З 1952 по 1956 рік навчалася у Білгород-Дністровському сільськогосподарському технікумі Одеської області.
З 1956 року — помічник бригадира рільничої бригади колгоспу «Дружба» села Мирне Кілійського району Одеської області; телефоністка.
У 1964—1979 роках — агроном-овочівник колгоспу «Дружба» села Мирне Кілійського району Одеської області.
Член КПРС з 1968 року.
У 1978 році без відриву від виробництва закінчила Одеський сільськогосподарський інститут.
З 1979 року — головний агроном колгоспу «Дружба» села Мирне Кілійського району Одеської області..
Потім — на пенсії в селі Мирне Кілійського району Одеської області.

## Нагороди та відзнаки
- орден Леніна
- медалі